# Oberreiter Muttergottes mit Kind (Seckau)

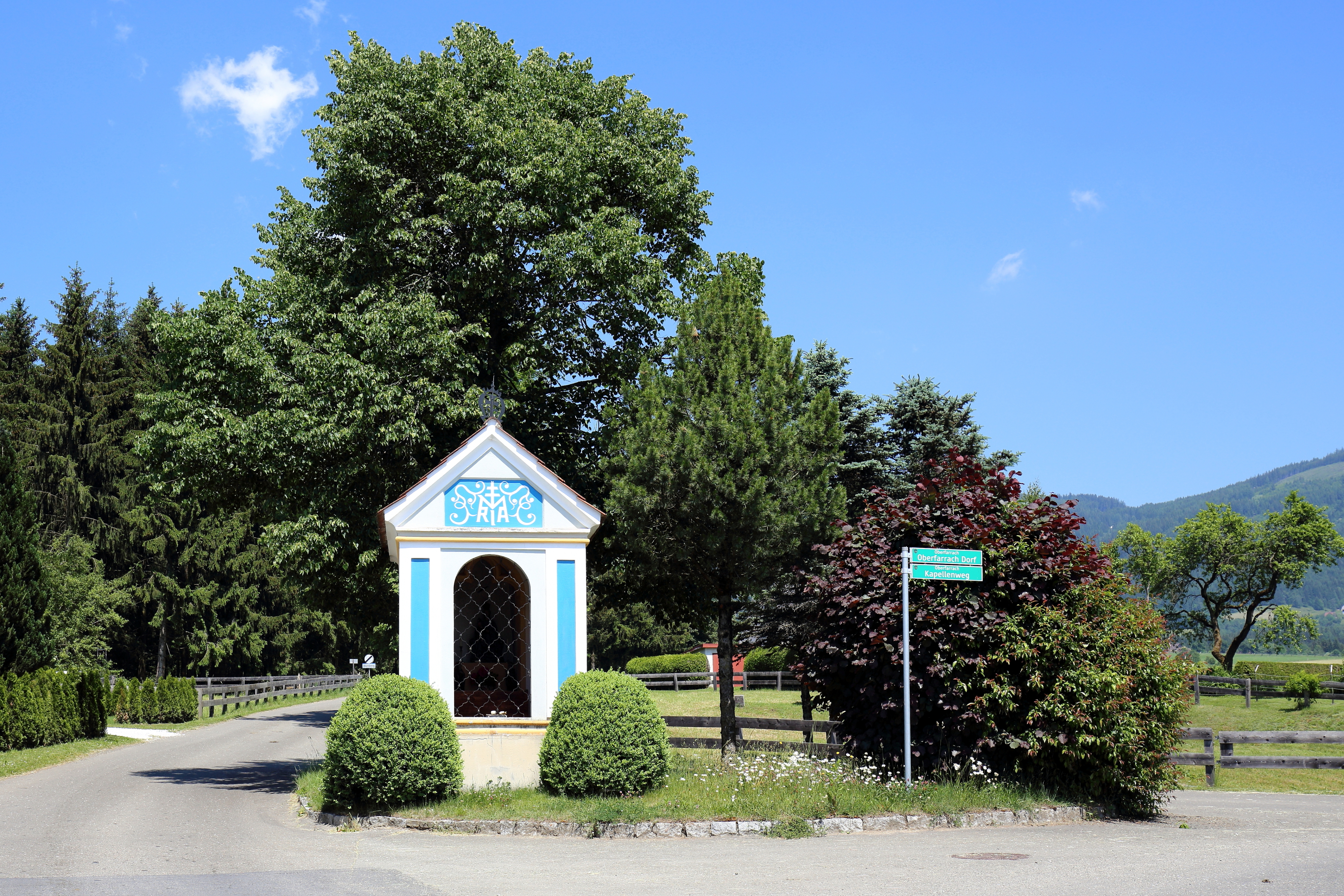
Oberreiter Muttergottes mit Kind (2015)

Die Oberreiter Muttergottes mit Kind ist ein offener Kapellenbildstock in der Gemeinde Seckau im Bezirk Murtal in der Steiermark. Der Bildstock steht unter Denkmalschutz (Listeneintrag).

## Geschichte
Das genaue Erbauungsdatum des Nischen- oder Kapellenbildstocks ist unbekannt. Laut kunsthistorischer Analyse sei der rückwärtige Teil original barock, der Vorbau jüngeren Datums. Die Kapelle mit den Stauten befindet sich im Eigenbesitz der Familie laut Vulgonamen (Stand:1984).

## Beschreibung
Die Oberreiter Muttergottes ist eine um 1738 gefertigte sitzende Marienstatue (Höhe 0,73 m × Tiefe 0,38 m × Breite 0,40 m ohne Krone), die mit der rechten Hand das Jesuskind (Höhe: 0,28 m ohne Krone) auf ihrem Schoß hält. Das gekrönte Figurenduo ist aus Gips oder Steinguss mit Gipsergänzungen gefertigt und mindestens zwei Mal überstrichen. Über den Kronen, die spätere Hinzufügungen sind, schwebt eine gotische Heiliggeisttaube, die mit einer Schnur an der Decke befestigt ist. Künstlerisch zeigen die beiden Statuen eine enge Verwandtschaft zu einer Sitzmadonna mit Christuskind, die wohl im Raum Seckau gefertigt wurde und über Innsbrucker und Münchener Kunsthändler in den Privatbesitz überging. Der Münchner Kunsthistoriker Theodor Müller leitet mit anderen Vergleichen eine spezifisch steiermärkische Ausprägung im Kunststil um 1420 ab. Die Möglichkeit, dass die Oberreiter Muttergottes mit Kind eine Kopie oder gar das Original aus dieser Zeit ist, konnte bis 1984 nicht eindeutig geklärt werden.
Neben der Oberreiter Muttergottes befinden sich zwei kleine spätgotische Statuen aus Lindenholz (jeweils 0,42 m hoch), die aus einer Kreuzgruppe separiert wurden: eine Statue von Maria mit gefalteten Händen und Johannes, der den Blick zum fiktiven Gekreuzigten erhebt, dabei seine linke Hand ans Herz legt und die rechte dem Betrachter entgegenstreckt.